# Les Rousses
Les Rousses és un municipi francès situat al departament del Jura i a la regió de Borgonya - Franc Comtat. Es tracta d'una estació d'esports d'hivern, bàsicament dedicada a l'esquí de fons, amb 220 km senyalitzats, a més d'alguna pista d'esquí alpí. Part del domini esquiable se situa a Suïssa i el departament de l'Ain.

## Personalitats
Són de Les Rousses 4 membres de la patrulla militar dels Jocs Olímpics d'Hivern de 1924.
- Adrien Vandelle
- Camille Mandrillon
- Georges Berthet
- Maurice Mandrillon